# Theologoumenon
Theologoumenon (gr. „elementy o charakterze teologicznym”) – pojęcie wieloznaczne, w teologii katolickiej zwykle oznacza twierdzenia, które – nie posiadając bezpośredniego potwierdzenia w Piśmie Świętym i nauczaniu Magisterium Kościoła - nie mają charakteru wiążącego, ale są godne polecenia, bo rzucają światło na rozumienie doktryn wiążących. W teologii prawosławnej theologoumenon mając poświadczenie Ojców Kościoła jest głęboko zakorzenione w świadomości wierzących.